# Нат (Титан)

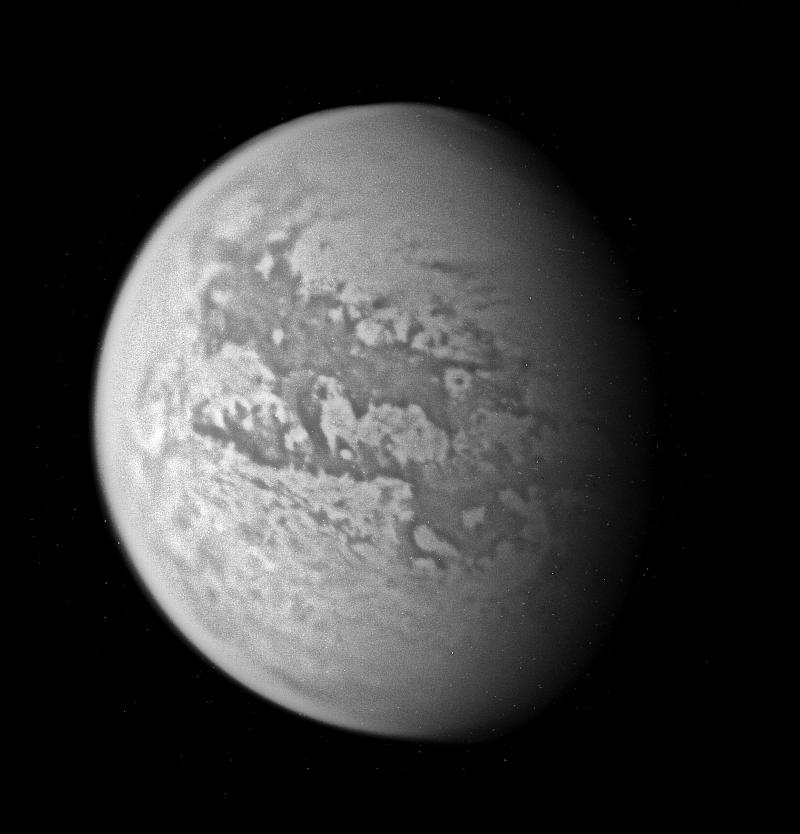
Инфракрасное изображение Титана

Нат (англ. Nath) — большая кольцеобразная структура, находящаяся на поверхности самого крупного спутника Сатурна — Титана, по координатам 5°00′ ю. ш. 341°12′ з. д. / 5° ю. ш. 341,2° з. д..
Максимальный размер структуры составляет 95 км. Местность Нат была обнаружена на радиолокационных снимках космического аппарата Кассини (во время стандартного пролёта около Титана). Название получено в честь Нат, ирландской богини мудрости, официально утверждено в 2006 году.